# Porsche 956

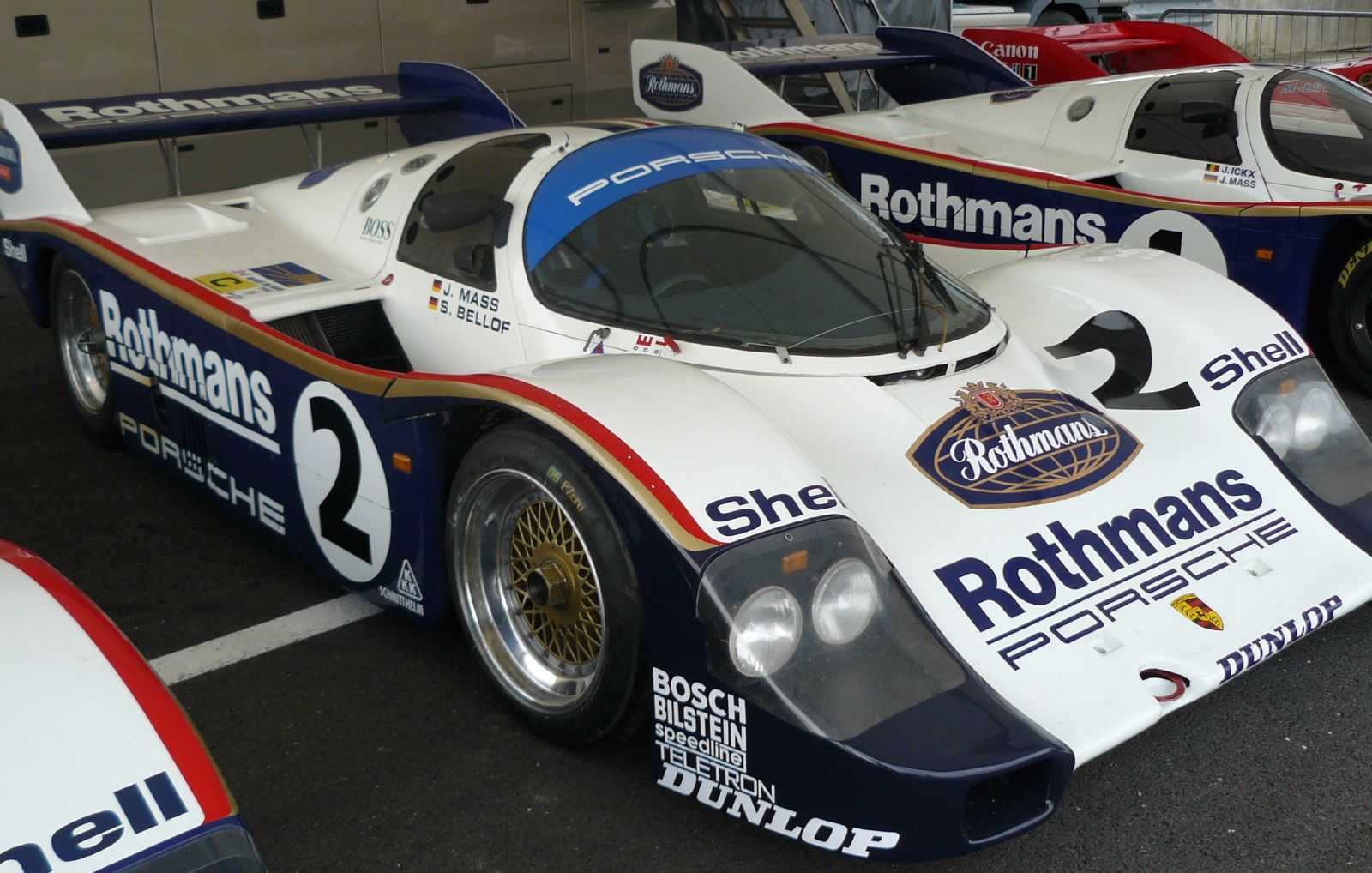
Porsche 956 en el Silverstone Classic 2007.

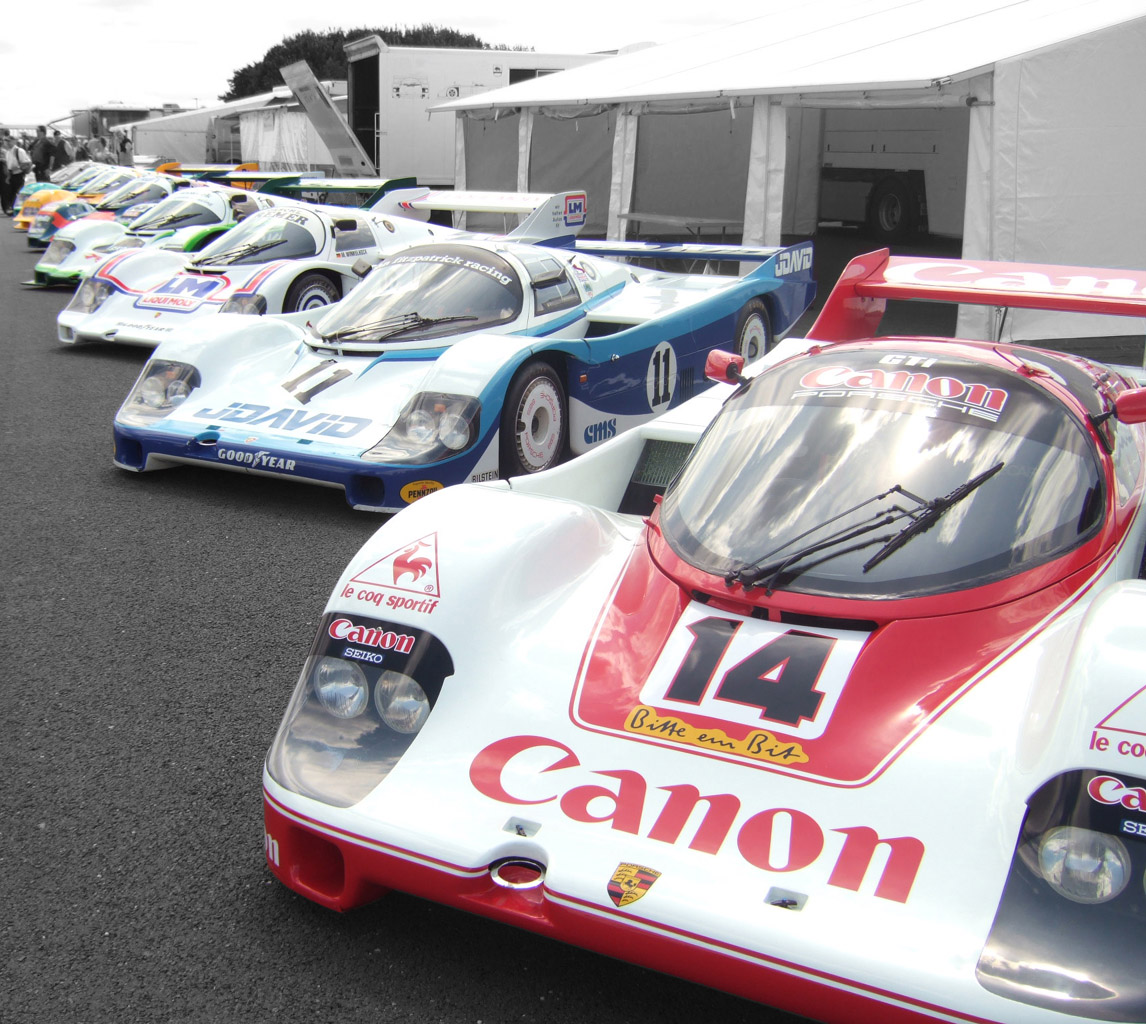
Cuatro unidades del Porsche 956 en el Silverstone Classic 2007.

El Porsche 956 es un sport prototipo del Grupo C del fabricante alemán de automóviles Porsche que compitió en el Campeonato Mundial de Resistencia desde 1982 hasta 1986. Se construyeron 28 unidades oficiales. Una evolución del 956, el Porsche 962, fue sustituyendo al 956 a partir de 1985.
El 956 poseía un chasis monocasco de aluminio y un peso en vacío de entre 820 y 850 kg. Su motor, derivado del de su predecesor, el Porsche 936, era una gasolina de seis cilindros bóxer y 2,65 litros de cilindrada, equipado con dos turbocompresores, que desarrollaba una potencia máxima de 620 a 640 CV a 8.200 rpm y un par motor máximo de 630 Nm a 5.400 rpm.
Porsche ganó el Campeonato Mundial de Resistencia ajustadamente en 1982, destacándose un triplete en las 24 Horas de Le Mans por amplio margen. En 1983, al equipo oficial se sumaron varias unidades privadas del 956. Los Porsche ganaron las siete carreras del campeonato y obtuvo el campeonato de marcas cómodamente; además los 956 ocuparon las primeras ocho posiciones en Le Mans. La situación fue similar en 1984, donde los Porsche ganaron casi todas las carreras. Ese año, el reglamento pasó de permitir 600 litros de gasolina a 510 en las carreras de 1000 kmkm. Ante ello, Porsche lanzó una evolución llamada 956B, equipada con inyección electrónica.
Dada la abrumadora cantidad de equipos con Porsche, el Campeonato Mundial de Resistencia pasó a otorgar títulos de equipos en 1985. El equipo oficial de Porsche siempre puntuó con los más recientes 962 rumbo al título, aunque otros equipos sí puntuaron con el 956; de hecho lograron el 1-2 en Le Mans, dejando al mejor 962 en el tercer escalón del podio. En 1986, Brun fue campeón con dos resultados puntuables para el 956. El 962 logró el 1-2 en Le Mans, relegando a los 956 a las siguientes tres posiciones.
El récord de vuelta histórico del Nürburgring Nordschleife lo logró un Porsche 956 en la tanda de clasificación de los 1000 km de Nürburgring de 1983 pilotado por Stefan Bellof, quien marcó 6'11,13 con una velocidad promedio de 202 km/h. Bellof falleció en los 1000 km de Spa-Francorchamps al chocar su Porsche 956.